# Elecciones municipales de Piura de 1963
Las elecciones municipales de Piura de 1963 se llevaron a cabo el 15 de diciembre de 1963 para elegir al alcalde y al Concejo Provincial de Piura para el periodo 1964-1966. La elección se celebró simultáneamente con elecciones municipales en todo el país. Por primera vez en la historia del Perú, las autoridades locales fueron elegidas por voto universal alfabeto y directo.

## Sistema electoral
La Municipalidad Provincial de Piura es el órgano administrativo y de gobierno de la provincia de Piura. Está compuesta por el alcalde y el Concejo Provincial.
La votación del alcalde y el concejo se realiza en base al sufragio universal alfabeto, que comprende a todos los ciudadanos nacionales mayores de veintiún años, empadronados y residentes en la provincia de Piura y en pleno goce de sus derechos políticos.
El Concejo Provincial de Piura está compuesto por 14 concejales elegidos por sufragio directo para un período de tres (3) años, en forma conjunta con la elección del alcalde (quien lo preside). La votación es por lista cerrada y bloqueada. Se asigna a cada lista los escaños según el método d'Hondt.

## Partidos y candidatos
A continuación se muestra una lista de los principales partidos y alianzas electorales que participaron en las elecciones:
| Candidatura | Candidatura | Partidos y alianzas | Candidatos | Candidatos                 | Ideología                                           | Ref. |
| ----------- | ----------- | --- | ---------- | -------------------------- | --------------------------------------------------- | ---- |
|             | AP–DC       | Lista - Alianza Acción Popular - Democracia Cristiana (AP–DC) – Acción Popular (AP) – Partido Demócrata Cristiano (DC)                          |            | Óscar Román Baluarte       | Liberalismo Humanismo Democracia cristiana          |      |
|             | APRA–UNO    | Lista - Coalición Partido Aprista Peruano - Unión Nacional Odriísta (APRA–UNO) – Partido Aprista Peruano (APRA) – Unión Nacional Odriísta (UNO) |            | Gonzalo Urteaga Ballón     | Aprismo Conservadurismo social Populismo de derecha |      |
|             | IND         | Lista - Lista Independiente Luciano Castillo |            | Melquiades Castillo Dávila | Localismo piurano Socialismo democrático            |      |

## Resultados

### Sumario general
|                        |                                                                        |              |              |              |            |            |
| Partidos y coaliciones | Partidos y coaliciones                                                 | Voto popular | Voto popular | Voto popular | Concejales | Concejales |
| Partidos y coaliciones | Partidos y coaliciones                                                 | Votos        | %            | +/−          | Total      | +/−        |
|                        | Alianza Acción Popular - Democracia Cristiana (AP–DC)                  | 12,100       | 46.23        | n/a          | 7          | n/a        |
|                        | Coalición Partido Aprista Peruano - Unión Nacional Odriísta (APRA–UNO) | 10,709       | 40.91        | n/a          | 6          | n/a        |
|                        | Lista Independiente Luciano Castillo                                   | 3,366        | 12.86        | n/a          | 1          | n/a        |
|                        |                                                                        |              |              |              |            |            |
| Total                  | Total                                                                  | 26,175       |              |              | 14         | n/a        |
|                        |                                                                        |              |              |              |            |            |
| Votos válidos          | Votos válidos                                                          | 26,175       | 85.45        | n/a          |            |            |
| Votos en blanco        | Votos en blanco                                                        | 2,191        | 7.15         | n/a          |            |            |
| Votos nulos            | Votos nulos                                                            | 2,265        | 7.39         | n/a          |            |            |
| Votos emitidos         | Votos emitidos                                                         | 30,631       | 87.05        | n/a          |            |            |
| Abstenciones           | Abstenciones                                                           | 4,555        | 12.95        | n/a          |            |            |
| Votantes registrados   | Votantes registrados                                                   | 35,186       |              |              |            |            |
|                        |                                                                        |              |              |              |            |            |
| Fuente:                |                                                                        |              |              |              |            |            |

### Concejo Provincial de Piura
| Cargo                        | Autoridad electa             | Partido político | Partido político                     |
| ---------------------------- | ---------------------------- | ---------------- | ------------------------------------ |
| Alcalde Provincial de Piura  | Óscar Román Baluarte         |                  | Alianza AP-DC                        |
| Concejal Provincial de Piura | Óscar Negrón Figallo         |                  | Alianza AP-DC                        |
| Concejal Provincial de Piura | Mateo Arrunátegui Uscocovich |                  | Alianza AP-DC                        |
| Concejal Provincial de Piura | Juan Madalengoitia Alva      |                  | Alianza AP-DC                        |
| Concejal Provincial de Piura | Carlos Zapata Coveña         |                  | Alianza AP-DC                        |
| Concejal Provincial de Piura | Jaime Benites Temoche        |                  | Alianza AP-DC                        |
| Concejal Provincial de Piura | Pedro Pulache Delgado        |                  | Alianza AP-DC                        |
| Concejal Provincial de Piura | Alfonso Arroyo Acevedo       |                  | Alianza AP-DC                        |
| Concejal Provincial de Piura | Hugo Seminario Salazar       |                  | Coalición APRA-UNO                   |
| Concejal Provincial de Piura | Carlos Manrique León         |                  | Coalición APRA-UNO                   |
| Concejal Provincial de Piura | Juan Cherre Barranzuela      |                  | Coalición APRA-UNO                   |
| Concejal Provincial de Piura | Eduardo Velasco de la Torre  |                  | Coalición APRA-UNO                   |
| Concejal Provincial de Piura | William Woodman Eguiguren    |                  | Coalición APRA-UNO                   |
| Concejal Provincial de Piura | Calixto Balarezo Ortiz       |                  | Coalición APRA-UNO                   |
| Concejal Provincial de Piura | Ricardo Vargas Machuca Balda |                  | Lista Independiente Luciano Castillo |

## Elecciones municipales distritales

### Sumario general
| Partidos y coaliciones | Partidos y coaliciones                                                 | Voto popular | Voto popular | Voto popular | Alcaldías | Alcaldías |
| Partidos y coaliciones | Partidos y coaliciones                                                 | Votos        | %            | +/−          | Total     | +/−       |
| ---------------------- | ---------------------------------------------------------------------- | ------------ | ------------ | ------------ | --------- | --------- |
|                        | Alianza Acción Popular - Democracia Cristiana (AP–DC)                  | 6,383        | 42.43        | n/a          | 5         | n/a       |
|                        | Coalición Partido Aprista Peruano - Unión Nacional Odriísta (APRA–UNO) | 5,388        | 35.81        | n/a          | 3         | n/a       |
|                        | Lista Independiente Luciano Castillo                                   | 325          | 2.16         | n/a          | 0         | n/a       |
|                        | Listas independientes distritales                                      | 2,948        | 19.60        | n/a          | 1         | n/a       |
|                        |                                                                        |              |              |              |           |           |
| Total                  | Total                                                                  | 15,044       |              |              | 9         | n/a       |
|                        |                                                                        |              |              |              |           |           |
| Votos válidos          | Votos válidos                                                          | 15,044       | 87.05        | n/a          |           |           |
| Votos en blanco        | Votos en blanco                                                        | 1,379        | 7.98         | n/a          |           |           |
| Votos nulos            | Votos nulos                                                            | 859          | 4.97         | n/a          |           |           |
| Votos emitidos         | Votos emitidos                                                         | 17,282       | n/d          | n/a          |           |           |
| Abstenciones           | Abstenciones                                                           | n/d          | n/d          | n/a          |           |           |
| Votantes registrados   | Votantes registrados                                                   | n/d          |              |              |           |           |
|                        |                                                                        |              |              |              |           |           |
| Fuente:                |                                                                        |              |              |              |           |           |

### Resultados por distrito
La siguiente tabla enumera el control de los distritos de la provincia de Piura.
| Distrito     | Alcalde(sa) electo(a)      | Partido político | Partido político         |
| ------------ | -------------------------- | ---------------- | ------------------------ |
| Bernal       | Ricardo Ruiz Huidobro      |                  | Alianza AP-DC            |
| Castilla     | Manuel Gallardo Juárez     |                  | Alianza AP-DC            |
| Catacaos     | Domingo Sánchez Cruz       |                  | Alianza AP-DC            |
| La Arena     | Carlos Vargas Sotomayor    |                  | Alianza AP-DC            |
| La Unión     | Miguel Ortiz Silva         |                  | Lista Independiente N° 5 |
| Las Lomas    | Erasmo Martínez Valdiviezo |                  | Coalición APRA-UNO       |
| Sechura      | Manuel Purizacas Fiestas   |                  | Coalición APRA-UNO       |
| Tambo Grande | Francisco Celi Burneo      |                  | Coalición APRA-UNO       |
| Vice         | Benjamin Aldana Curo       |                  | Alianza AP-DC            |